# Noma (restaurante)
Noma é um restaurante duas estrelas do guia Michelin localizado em Copenhagen, Dinamarca, fundado em Dezembro 2003, dirigido pelo chef René Redzepi e Claus Meyer. Em 2010a2012 foi classificado como o melhor restaurante do mundo pela lista San Pellegrino Awards (SPA).

## Classificações SPA
- 2006: posição n°33
- 2007: posição n°15
- 2008: posição n°10
- 2009: posição n°3
- 2010: posição n°1
- 2011: posição n°1
- 2012: posição n°1
- 2013: posição n°2

## Restaurante em Toquio
Em 2015 o Noma abriu também um restaurante em Tóquio. Entre os pratos servidos encontra-se camarões vivos cobertos de formigas também vivas.